# Глубокий (Луганская область)
Глубокий (укр. Глибокий) — посёлок, относится к Брянковскому городскому совету Луганской области Украины.

## Географическое положение
Соседние населённые пункты: посёлок Новый и города Алмазная на севере, Брянка на востоке, посёлки Червоный Прапор, Ломоватка, Южная Ломоватка на юго-западе, Анновка на западе.

## История
В 1989 году численность населения составляла 528 человек.
По переписи 2001 года население составляло 242 человека.
По состоянию на 1 января 2013 года численность населения составляла 217 человек
С весны 2014 года в составе самопровозглашённой Луганской Народной Республики

## Местный совет
94100, Луганская обл., г. Брянка, пл. Ленина, 9